# Matthias Veltin
Matthias Veltin (* 1. März 1961 in Tübingen) ist ein deutscher Diplomat. Seit 2023 ist er deutscher Botschafter in der Elfenbeinküste.

## Leben
Veltin begann nach dem Abitur 1980 in Mönchengladbach und der Ableistung des Zivildienstes 1981 ein Studium der Philologie an der Eberhard Karls Universität Tübingen, das er 1987 mit einem Magister abschloss.
Veltin ist verheiratet und hat zwei Kinder.

## Laufbahn
1988 begann Veltin den Vorbereitungsdienst für den höheren Auswärtigen Dienst und war nach dessen Abschluss zwischen 1990 und 1993 zunächst an der Botschaft in Russland tätig sowie anschließend von 1993 bis 1996 Ständiger Vertreter des Botschafters in Togo. Nachdem er zwischen 1996 und 1999 Verwendung im Auswärtigen Amt gefunden hatte, war er von 1999 bis 2003 an der Botschaft in Norwegen tätig und fungierte nach seiner Rückkehr nach Deutschland zwischen 2003 und 2007 als stellvertretender Referatsleiter im Auswärtigen Amt. Anschließend war er von 2007 bis 2012 Mitarbeiter der Botschaft in Nigeria sowie daraufhin zwischen 2012 und 2015 Referatsleiter im Auswärtigen Amt.
Im Juli 2015 wurde Veltin als Nachfolger des in den Ruhestand getretenen Hartmut Krausser Botschafter der Bundesrepublik Deutschland in Guinea. Am 14. September 2015 wurde er von dem Präsidenten der Republik Guinea, Alpha Condé, zur Überreichung seines Beglaubigungsschreibens empfangen.
Im September 2019 wurde er deutscher Botschafter in Togo. 2023 wurde er deutscher Botschafter in der Elfenbeinküste.